# Omus
Omus là một chi bọ cánh cứng trong phân họ Cicindelinae. Các loài trong chi này có màu tối, sống về đêm và không bay được. Tất cả chúng sống dọc theo bờ biển tây của Bắc Mỹ.
Chi Omus được xem là chi bọ hổ trùng nguyên thủy nhất. Omus được xếp trong tông Omini, cùng với các chi ở Bắc Mỹ Amblycheila và châu Phi Platychile.

## Các loài
Chi Omus gồm các loài sau:
- Omus ambiguus Schaupp, 1884
- Omus angustocylindricus W. Horn, 1913
- Omus audouini Reiche, 1838
- Omus californicus Eschscholtz, 1829
- Omus cazieri Van den Berghe, 1994
- Omus dejeanii Reiche, 1838
- Omus edwardsii Crotch, 1874
- Omus hornii LeConte, 1875
- Omus intermedius Leng, 1902
- Omus laevis G. Horn, 1866
- Omus laticollis Casey, 1916
- Omus puncitfrons Casey, 1897
- Omus sequoiarum Crotch, 1874
- Omus submetallicus G. Horn, 1868
- Omus tularensis Casey, 1909
- Omus vanlooi Nunenmacher, 1940